# Port lotniczy Surgut
Port lotniczy Surgut (ros. Тюменская область), IATA: SGC, ICAO: USRR – port lotniczy położony niecałe 10 km na północ od miasta Surgut, w autonomicznym Okręgu Chanty-Mansyjskim – Jurga, w Rosji.

## Linie lotnicze i połączenia
| Linia lotnicza       | Kierunek |
| -------------------- | --- |
| Aerofłot             | 1. Moskwa-Szeremietiewo |
| Aero Nomad Airlines  | 1. Osz |
| Avia Traffic Company | 1. Biszkek 2. Osz |
| NordStar             | 1. Krasnojarsk 2. Tomsk |
| Pobeda               | 1. Machaczkała 2. Moskwa-Wnukowo |
| Rossija              | 1. Sankt Petersburg |
| S7 Airlines          | 1. Nowosybirsk |
| Somon Air            | 1. Chodżent |
| Ural Airlines        | 1. Moskwa-Domodiedowo 2. Ufa |
| UTair Aviation       | 1. Baku 2. Biełojarskij 3. Dubaj-Al Maktoum 4. Czelabińsk 5. Irkuck 6. Chodżent 7. Krasnojarsk 8. Kurgan 9. Moskwa-Wnukowo 10. Niżny Nowogród 11. Nowosybirsk 12. Omsk 13. Perm 14. Sankt Petersburg 15. Tobolsk 16. Tomsk 17. Tiumeń 18. Ufa 19. Jekaterynburg Sezonowo: 1. Machaczkała 2. Soczi 3. Taszkent 4. Erywań |
| UVT Aero             | 1. Bugulma 2. Kazań |
| Yamal Airlines       | 1. Igarka 2. Tiumeń |